# 世界の快適音楽セレクション
『世界の快適音楽セレクション』（せかいのかいてきおんがくセレクション）は、NHK-FM放送で1999年4月3日から放送されている音楽番組。ギターデュオグループ・ゴンチチが進行を務める。

## 概要
1999年4月3日放送開始。当時から長く毎週土曜日19:15 - 21:00放送の夜間番組であったが、2007年4月から同じ土曜日の午前中に放送時間を移行した。
NHKの番組表ではポップス番組と表記されるが、紹介される音楽はクラシック音楽や現代音楽、ワールドミュージック、ジャズ、演歌、歌謡曲など多岐にわたる。選曲担当として音楽評論家の渡辺亨、藤川パパＱ、湯浅学が交代で出演している。
番組の前半では毎週のテーマとして「○○の音楽」という「お題」を提示し、そのテーマにまつわる様々な音楽を紹介する。テーマとなる「○○」は、通常なら音楽とは結びつかないような突拍子もないものや、抽象的でとりとめもないものが取り上げられ、そのテーマに当てはまるというだけの共通点で、ジャンルとは無関係に多種多彩な音楽が紹介されるという趣向である。前半部の始めと終わりにはその回のテーマに合ったゴンチチの曲がかかる。
「音楽ソムリエ」のコーナー（後述）あるいは番組の後半から選曲担当の3人の内の1人が登場する。

## 放送時間
2021年度 -
- 毎週土曜日 9:00 - 10:55（JST）
  - 再放送：毎週月曜日 16:00 - 17:55

過去
- 1999年度 - 2006年度：毎週土曜日 19:15 - 21:00
- 2007年度 - 2010年度：毎週土曜日 9:00 - 10:57
- 2011年度
  - 毎週土曜日 9:00 - 10:55
  - 再放送：毎週金曜日 16:00 - 17:55
- 2012年度 - 2018年度：毎週土曜日 9:00 - 11:00
- 2019年度 - 2020年度：毎週土曜日 9:00 - 10:55

## 番組内コーナー

### 前半部のコーナー
様々な「○○の音楽」を展開し、合間に入る番組の看板コーナー『喫茶・謎』、『亀松堂』でもその日のテーマに沿った曲を取り上げる。
この2つのコーナーは、ゴンチチの二人それぞれがおかしな店の主に扮し、相方を常連客という設定でトークを展開するもので、店では関西弁による奇妙にとぼけた会話の後で、その日の「お題」に沿った音楽が紹介される。
『喫茶・謎』
この番組最大のネタコーナーである。ゴンザレス三上が（潰れないのが謎な）喫茶店のマスターに扮し、喫茶店を取り巻く（存在自体が謎な）街の様子を語りながら、客のチチ松村に音楽を聴かせる。マスターの甥が三上という設定。コーナー初期の頃にはこの喫茶店は松村しか来ない店で、マスターは音楽を聴かせるが、松村が頼んだ飲み物は色々理由をつけて出さない、というオチが展開されていた。
流される曲は大方がお題に沿ったチョイスであるが、時折コーナーの最後に（演奏者自体が街の住民という設定で謎な）リミックス・トラックが流されることがある。一時、住民である「マイゼル秋子」なる謎の女性によるという曲が頻繁に紹介されていた。
店は当初の設定では「ベルゼフ町」という自治体にあったとされるが、後にベルゼフ町が「平成の大合併」で隣接自治体「獣心町（）」と合併して市制施行、「獣ベル市」となる。その後、更に隣接の「虫中心市（）」と合併して「獣ベル虫市（）」となり、混沌とした様相を呈している。マスターの語るところによれば、この街では各種の動物・虫と奇妙な人間がのんきに混住しているようである。
年代によってマスターと客の会話のネタは様々に変遷し、2020年代に入ってからは「近所の店」ネタが膨大に提示されていたが、2024年に入ってからは雑談に移行している。
オープニングのジングルは、様々なミュージシャンからの協力で洒落たものや奇想天外なものが提供され、代わる代わる流されている。
『亀松湯』
松村が（商売になっているのか謎な）店の主人・松村亀之助に扮し、木の引き戸をガラガラと開いて入ってくる客の三上に、音楽を聴かせる。長らく古物商の『亀松堂』（『リサイクルショップ 亀松』と改名した時期あり）であったが、2019年に敷地内から温泉が出たので、入浴施設に商売替えした（戸口の音は変わっていない）。『喫茶・謎』に比べるとネタ度合はややソフト。
『リサイクルショップ 亀松』時代にはタイトルコールにケイコ・リーや平原綾香、吉田美奈子などのミュージシャンが参加していた。
2005年から2017年3月25日までは「バンジョー祭り」と称し、バンジョーの演奏が入っている曲を毎回紹介した。
2017年4月1日から2019年までは「人肌シンセ祭り」と称し、アナログシンセサイザーを使用した楽曲を紹介した。2017年4月1日から9月2日まではドン・ヴォーゲリ (Don Voegeli) によるアメリカの放送局に置かれていたミュージック・ライブラリーの曲を、2017年9月9日から2019年2月23日まではジャンピエーロ・ボネスキー (Giampiero Boneschi) の曲を紹介した。
2019年4月6日に『亀松湯』に転業してからは「ナナ・カイミ風呂」と称して、客の三上にナナ・カイミの歌声を聞かせている。
音楽ソムリエ
2007年4月から登場。リスナーから送られてきた「様々なシチュエーション」に合わせて、出演する5人の内の誰か1人が「音楽ソムリエ」として音楽を選び、紹介する。リスナーたちもネタ狙いでシチュエーションを提示してくるため、時として相当に奇想天外な選曲が飛び出すことがある。
あの曲をかけないで
かつて音楽ソムリエより以前、この様な摩訶不思議なリクエストのコーナーが在った。

### 後半部のコーナー
後半のコーナーは評論家たちが主導で、普通の音楽番組にやや近い雰囲気となるが、ゴンチチの二人を交えてのディープな音楽的話題が多く、マイナーなワールドミュージックもしばしば取り上げられる。
- 音楽のバックステージ
渡辺が音楽にまつわる裏話などを語り、それに関連した楽曲を紹介する。
- ディスカバー・ザ・カバー
藤川が様々なジャンルの、カバーされた楽曲を紹介する。
- 国際演歌大学
湯浅が世界中の「演歌的」な楽曲を紹介する。
- トピックス
選曲担当の上記の三人が様々な音楽情報や新譜情報などを紹介する。
- 音楽駆込堂
かつて渡辺が担当していたコーナー。音楽に関するリスナーからの質問に答えていた。

## 番組テーマ曲
- オープニングテーマ曲：「塩と太陽」（ゴンチチ）
- エンディングテーマ曲：「UPC」（ゴンチチ）